# 金得臣
金得臣（韓語：김득신；1754年—1822年），字賢輔（韓語：현보），號兢齋（韓語：긍재）、弘月軒（韓語：홍월헌），本貫開城金氏，朝鮮王朝後期畫家，宮廷畫工金應履之子，本人也是宮中圖畫署畫工，與金弘道也以畫風俗畫聞名。
他以畫人物畫和風俗畫聞名，與沈師正（玄齋）、和朝鮮英祖時的鄭敾並稱三齋，他的作品多藏於徳壽宮美術館，高麗大學博物館和澗松美術館。

## 作品

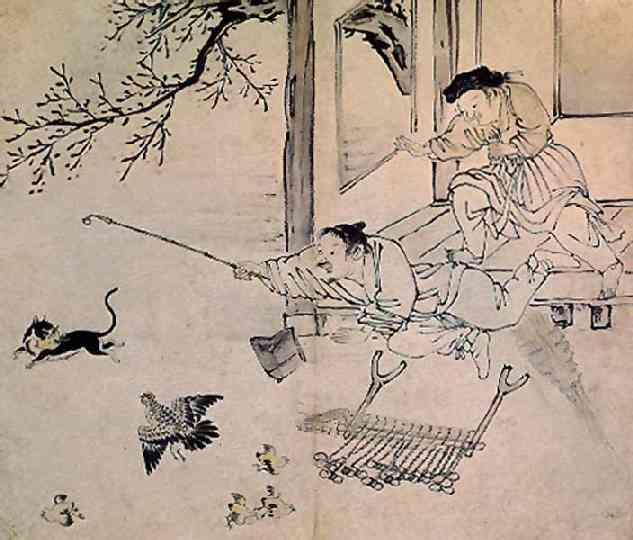
Pajeokdo (파적도 破寂圖), literally "breaking serenity"
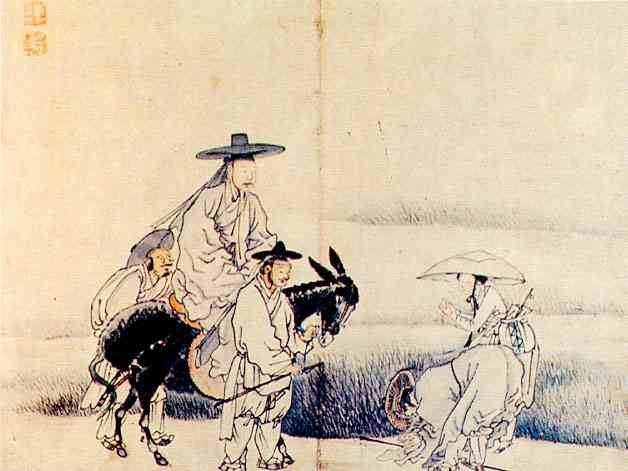
Bansangdo (반상도班常圖), literally yangban and commoners
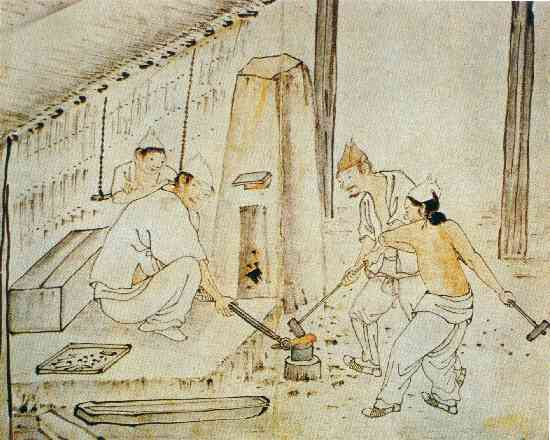
A smithy (대장간)
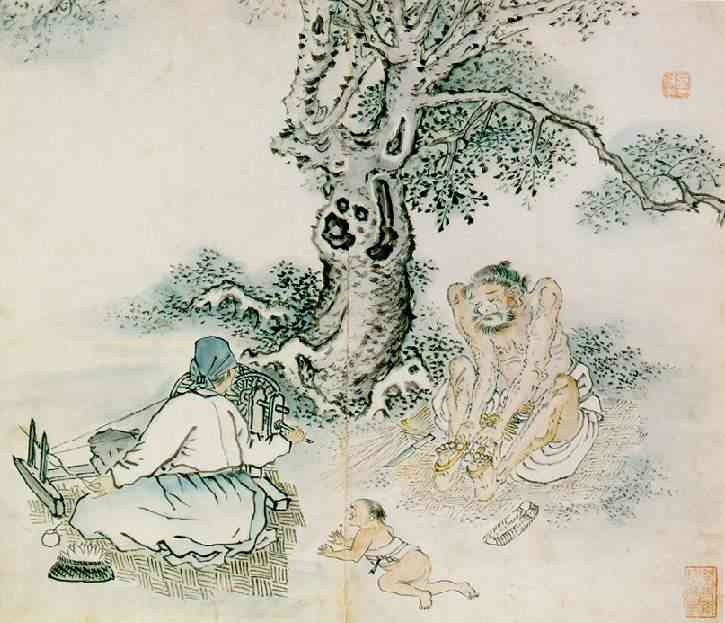
A family under the tree (수하일가도 樹下一家圖)
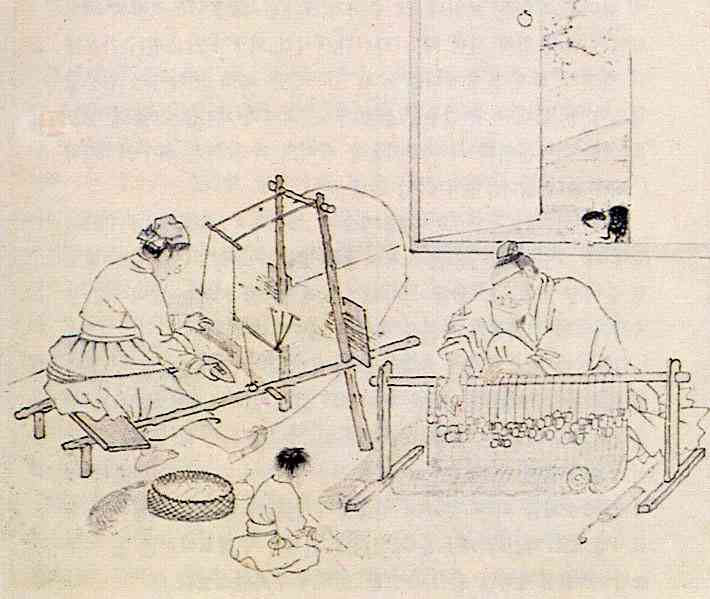
Weaving a straw mat 자리짜기
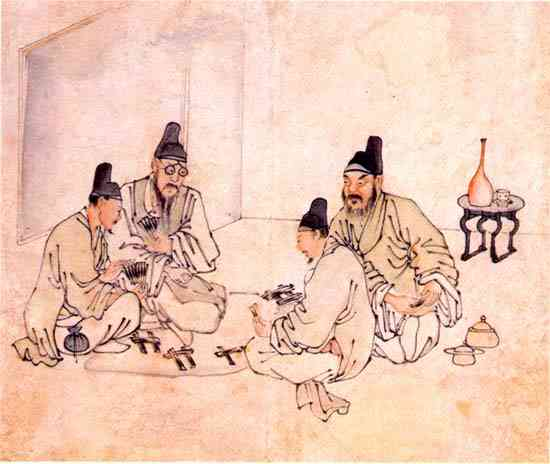
Gambling (투전도 鬪錢圖)
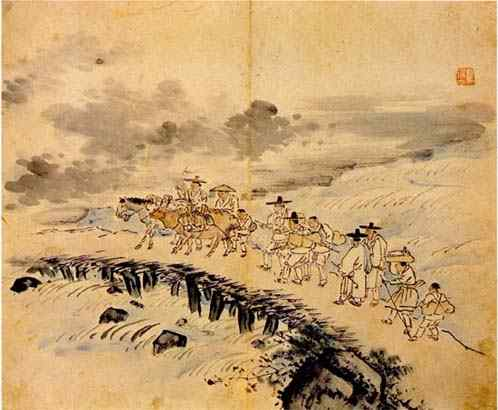
Returning from a market (귀시도 歸市圖)
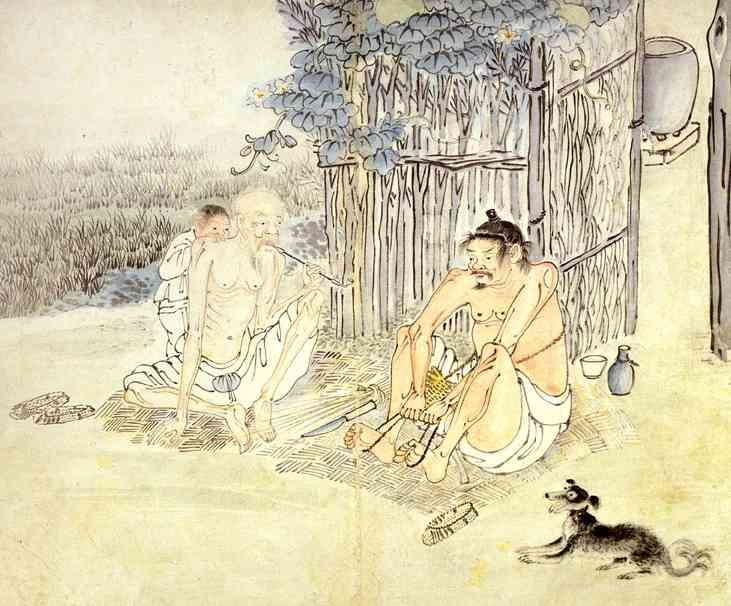
Weaving a mat in the sweltering summer",  성하직구 (盛夏織구)